# 緬甸隱鰭鯰
緬甸隱鰭鯰，為輻鰭魚綱鯰形目鯰科的其中一種，為熱帶淡水魚，分布於亞洲中南半島淡水流域，體長可達14.7公分，棲息在底層水域，生活習性不明。